# Matej Madleňák
Matej Madleňák (Oravská Jasenica, 7 febbraio 1999) è un calciatore slovacco, difensore del Ružomberok.

## Caratteristiche tecniche
È un terzino sinistro.

## Carriera
Cresciuto nel settore giovanile del Ružomberok, debutta in prima squadra il 29 luglio 2018 in occasione dell'incontro di Superliga vinto 4-1 contro l'AS Trenčín; il 5 settembre seguente realizza la sua prima rete nell'ampia vittoria di Slovenský Pohár contro il Gerlachov.

## Statistiche
Statistiche aggiornate al 12 marzo 2021.

### Presenze e reti nei club
| Stagione        | Squadra         | Campionato      | Campionato | Campionato | Coppe nazionali | Coppe nazionali | Coppe nazionali | Coppe continentali | Coppe continentali | Coppe continentali | Altre coppe | Altre coppe | Altre coppe | Totale | Totale | Totale |
| Stagione        | Squadra         | Comp            | Pres       | Reti       | Comp            | Pres            | Reti            | Comp               | Pres               | Reti               | Comp        | Pres        | Reti        | Pres   | Reti   |        |
| --------------- | --------------- | --------------- | ---------- | ---------- | --------------- | --------------- | --------------- | ------------------ | ------------------ | ------------------ | ----------- | ----------- | ----------- | ------ | ------ | ------ |
| 2018-2019       | Ružomberok      | SL              | 8          | 0          | CS              | 1               | 1               |                    | -                  | -                  |             | -           | -           | 9      | 1      |        |
| 2019-2020       | Ružomberok      | SL              | 6          | 0          | CS              | 4               | 1               | UEL                | 0                  | 0                  |             | -           | -           | 10     | 1      |        |
| 2020-2021       | Ružomberok      | SL              | 13         | 1          | CS              | 0               | 0               | UEL                | 1                  | 0                  |             | -           | -           | 14     | 1      |        |
| Totale carriera | Totale carriera | Totale carriera | 27         | 1          |                 | 5               | 2               |                    | 1                  | 0                  |             | -           | -           | 33     | 3      |        |